# Puto
Puto är ett släkte av insekter som beskrevs av Victor Antoine Signoret 1875. Puto ingår i familjen ullsköldlöss.

## Bildgalleri

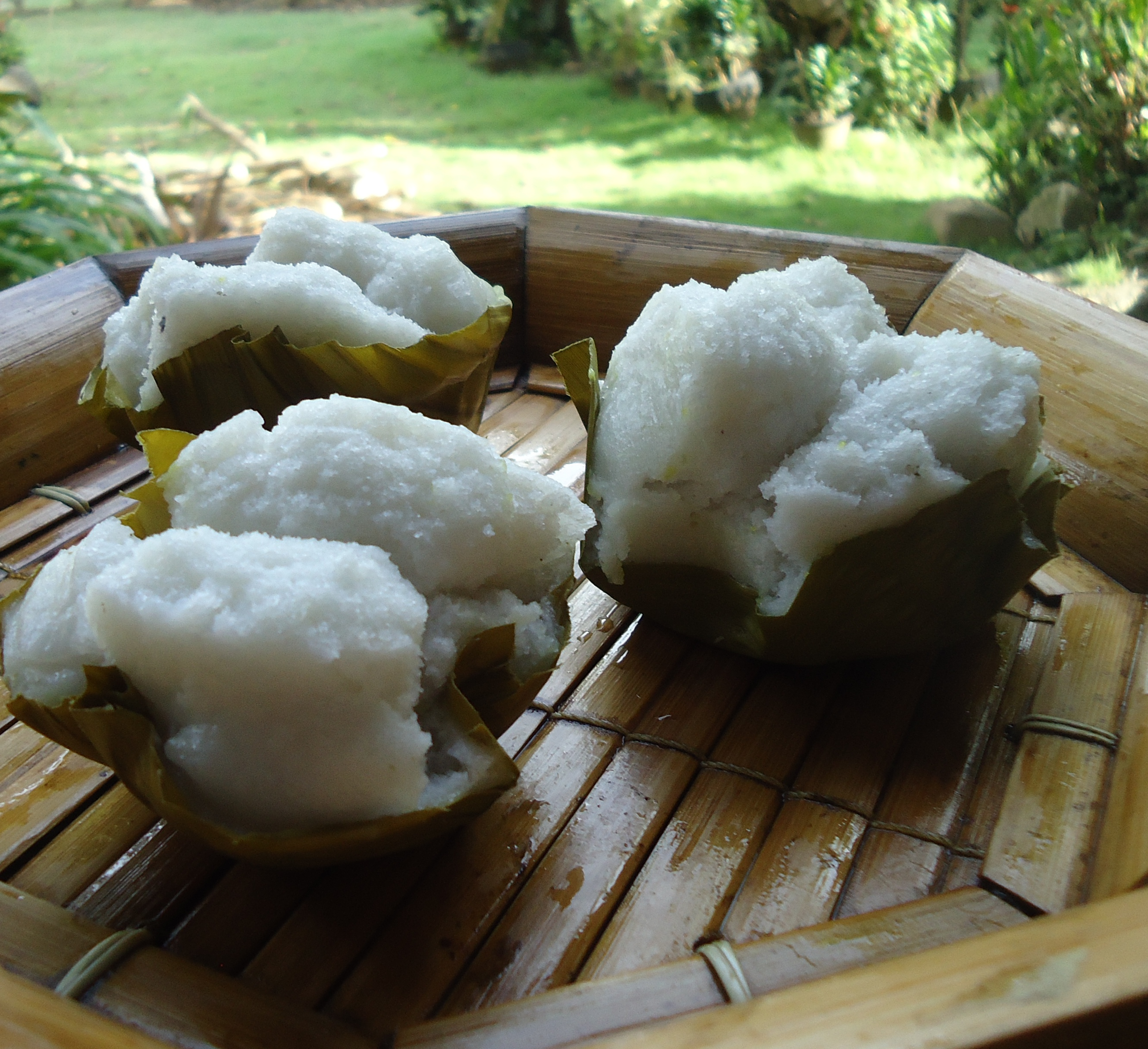
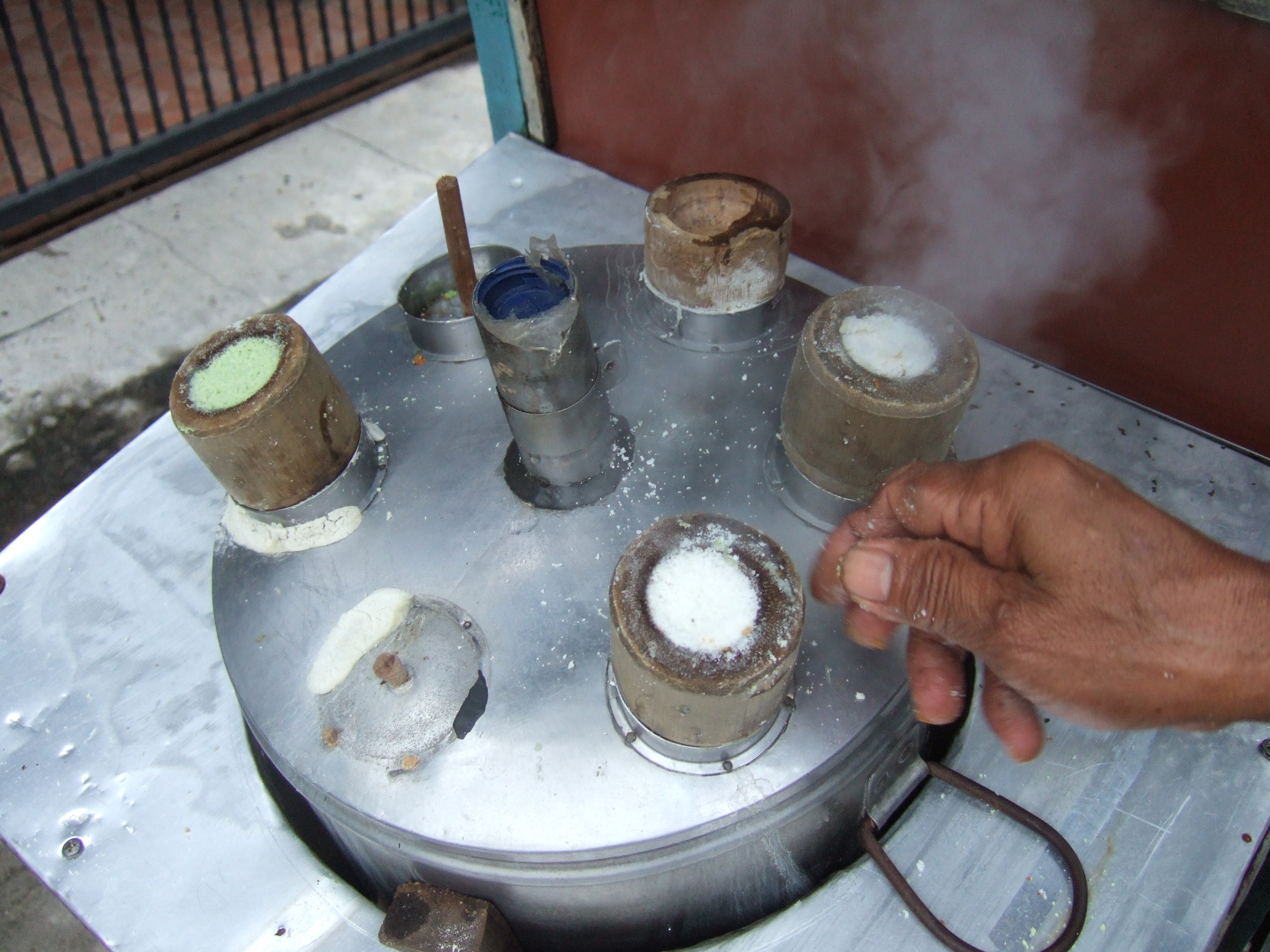
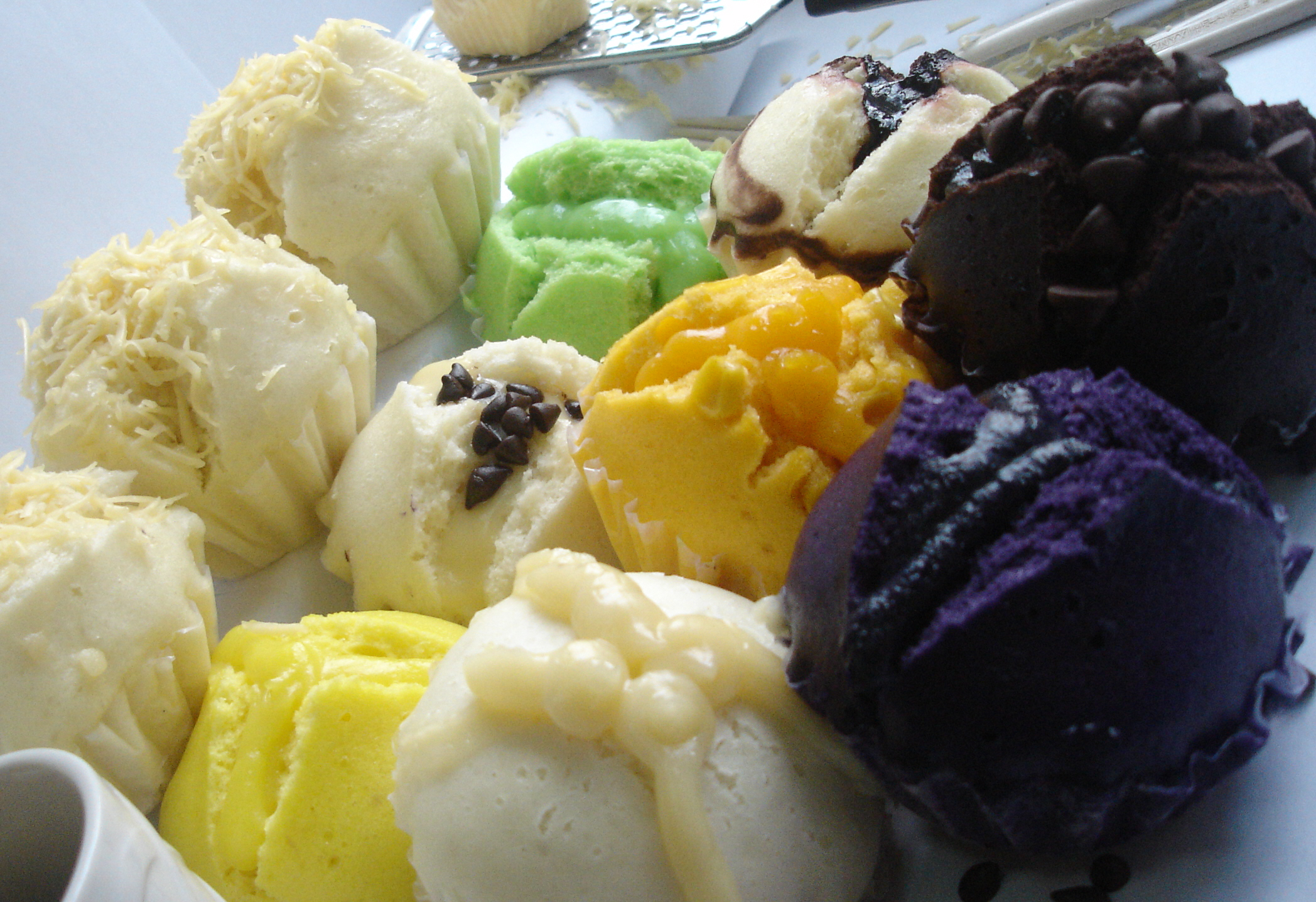
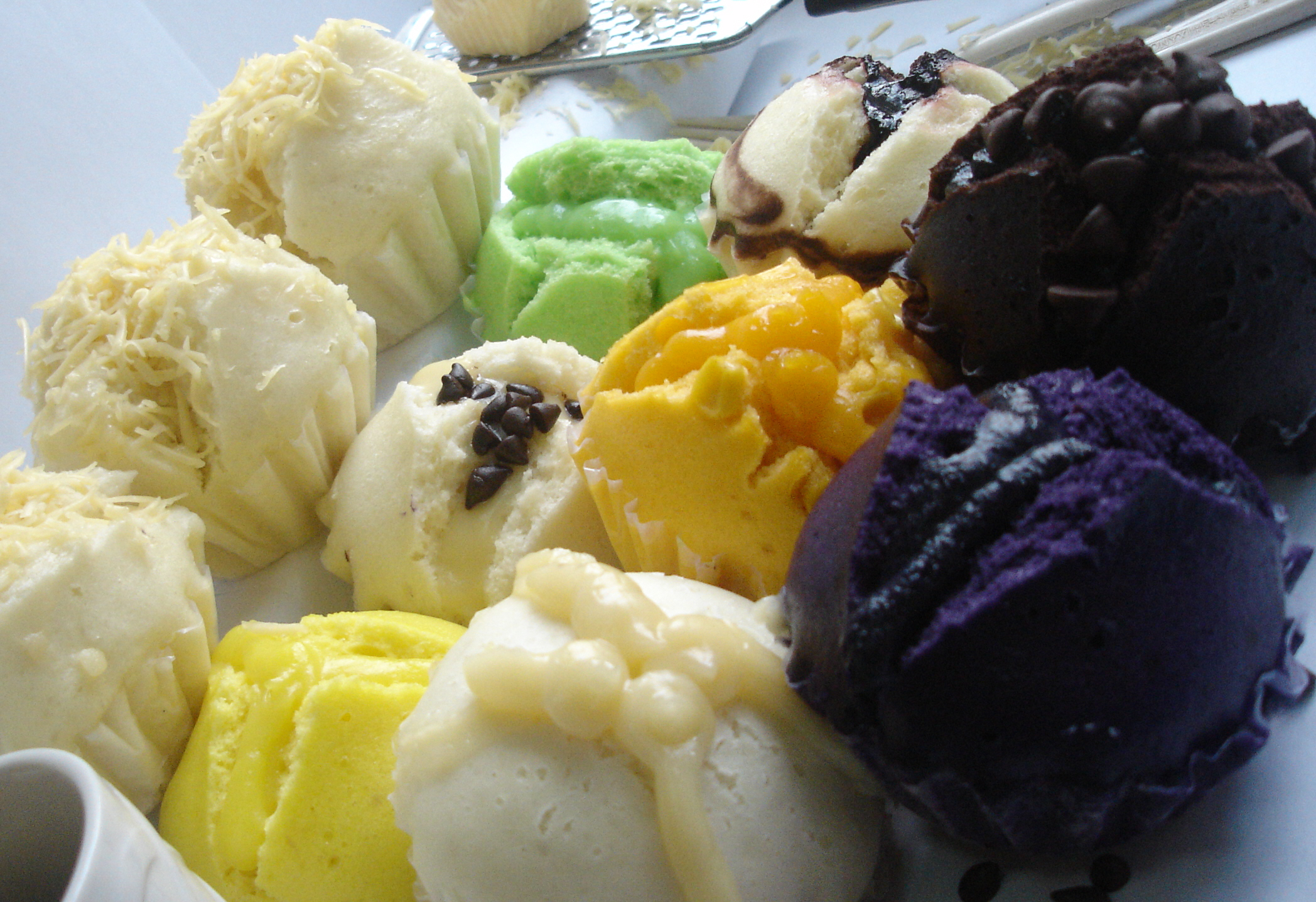
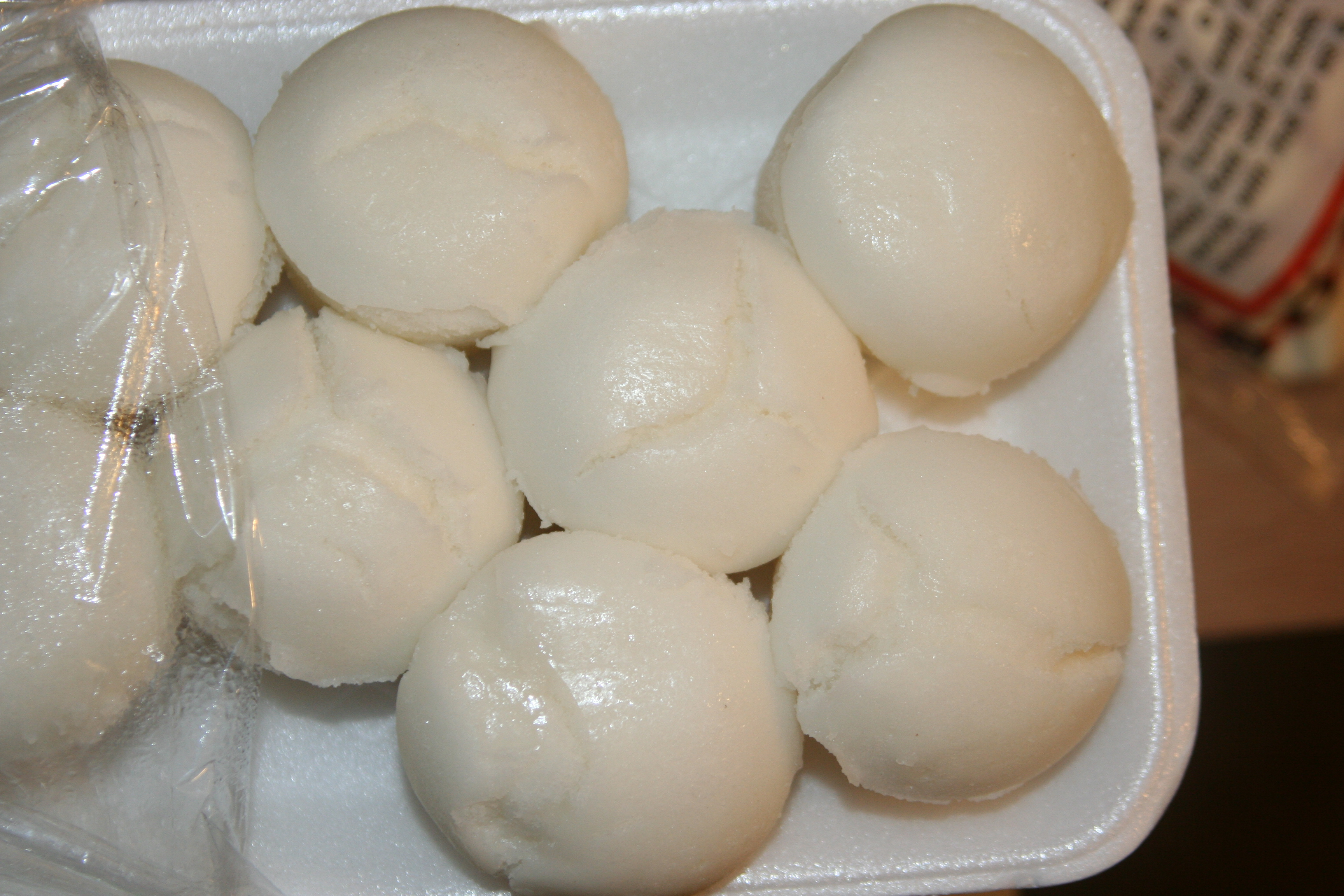
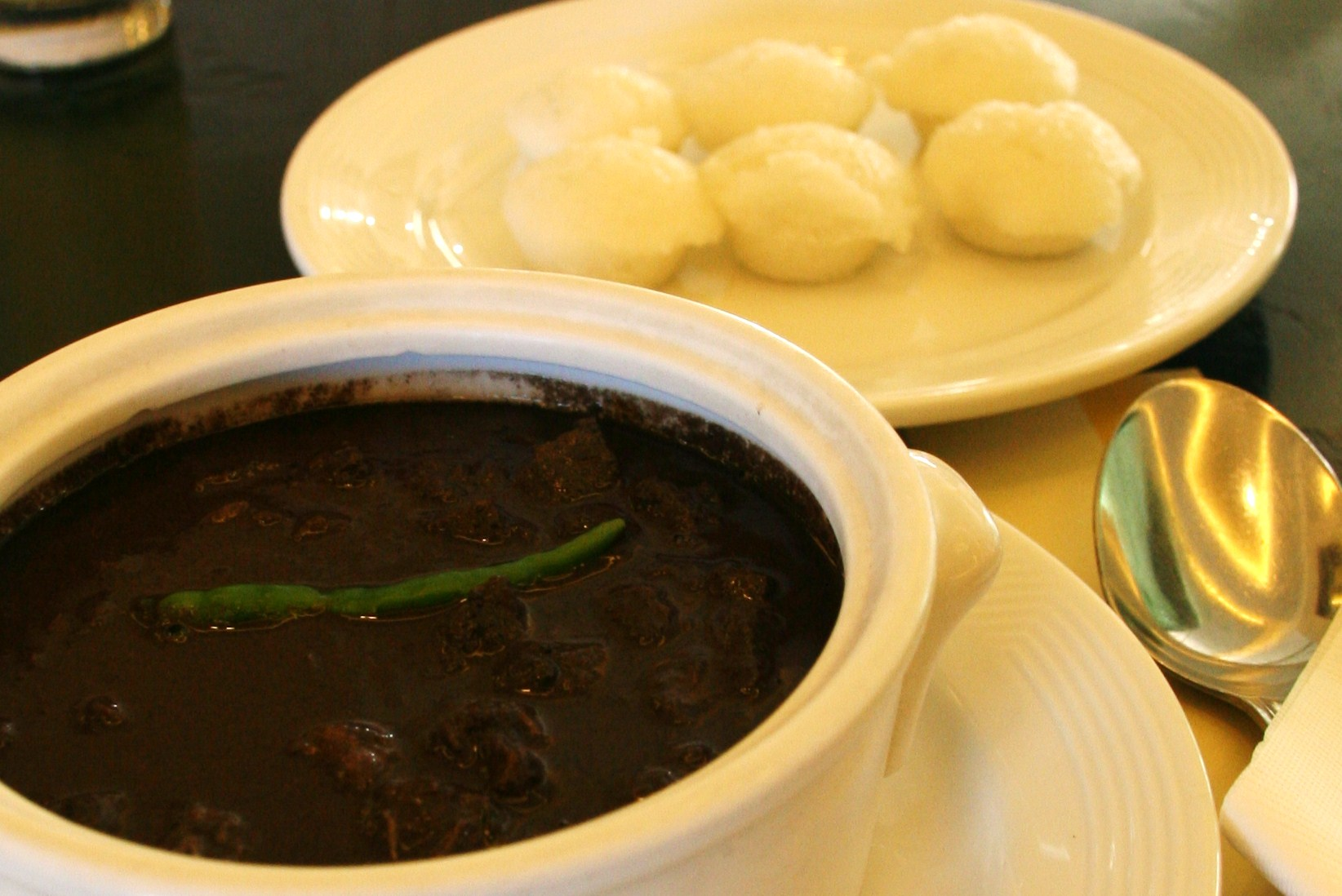

## Dottertaxa tillPuto, i alfabetisk ordning[1][2]
- Puto acirculus
- Puto albicans
- Puto ambiguus
- Puto antennatus
- Puto antioquensis
- Puto arctostaphyli
- Puto atriplicis
- Puto avitus
- Puto barberi
- Puto borealis
- Puto brunnitarsis
- Puto bryanthi
- Puto caballeroi
- Puto calcitectus
- Puto californicus
- Puto caucasicus
- Puto cupressi
- Puto decorosus
- Puto echinatus
- Puto erigeroneus
- Puto euphorbiaefolius
- Puto graminis
- Puto israelensis
- Puto janetscheki
- Puto jarudensis
- Puto kondarensis
- Puto konoi
- Puto kosztarabi
- Puto lamottei
- Puto lasiorum
- Puto laticribellum
- Puto marsicanus
- Puto megriensis
- Puto mexicanus
- Puto mimicus
- Puto nulliporus
- Puto orientalis
- Puto orthezioides
- Puto pacificus
- Puto palinuri
- Puto paramoensis
- Puto peyerimhoffi
- Puto pilosellae
- Puto pini
- Puto poterii
- Puto pricei
- Puto profusus
- Puto sandini
- Puto simmondsiae
- Puto subericola
- Puto superbus
- Puto trivenosus
- Puto tubulifer
- Puto ulter
- Puto usingeri
- Puto vaccinii
- Puto yuccae